# Kanton Saint-Pantaléon-de-Larche
Saint-Pantaléon-de-Larche is een kanton van het Franse departement Corrèze. Het kanton maakt deel uit van het arrondissement  Brive-la-Gaillarde.  

Het telt 15.467 inwoners in 2018.

Het kanton werd gevormd ingevolge het decreet van 24  februari 2014 met uitwerking op 22 maart 2015. 

## Gemeenten
Het kanton Saint-Pantaléon-de-Larche omvat volgende 13  gemeenten:
- Chartrier-Ferrière
- Chasteaux
- Cublac
- Estivals
- Jugeals-Nazareth
- Larche
- Lissac-sur-Couze
- Mansac
- Nespouls
- Noailles
- Saint-Cernin-de-Larche
- Saint-Pantaléon-de-Larche
- Turenne